# Lokva u Prljevićima
Das Fauna-Flora-Habitat-Gebiet Lokva u Prljevićima (deutsch: Teich in Prljevići) liegt nordwestlich der Ortschaft Prljevići in der Gemeinde Dubrovačko primorje, Gespanschaft Dubrovnik-Neretva im Süden Kroatiens. Das etwa 0,08 Hektar große Schutzgebiet umfasst lediglich einen kleinen Teich, in dem die Westkaspische Schildkröte lebt.
Lokva u Prljevićima ist das kleinste der kroatischen FFH-Gebiete.

## Schutzzweck
Folgende Arten von gemeinschaftlichem Interesse sind für das Gebiet gemeldet:
| Bild                      | EU Code | * | Art                       | wissenschaftlicher Name | Artengruppe |
| ------------------------- | ------- | - | ------------------------- | ----------------------- | ----------- |
| Westkaspische Schildkröte | 2373    |   | Westkaspische Schildkröte | Mauremys rivulata       | Reptilien   |